# Château d'Harku
Le château d'Harku (en estonien : Harku mõis, avant 1919 en allemand : Herrenhaus Hark) est un ancien château seigneurial situé à Harku, dans le comté d'Harju en Estonie.

## Historique
Le domaine d'Hark a été formé en 1372 dans la paroisse de Kegel. Il appartenait à la commanderie des chevaliers de l'ordre Livonien de Reval. Il change ensuite plusieurs fois de mains, après la Réforme, et appartient en 1676 à la famille von Uexküll qui fait construire un petit château au XVIIIe siècle. À partir de 1755, le domaine est la propriété de la famille von Budberg (de) qui réaménage le château en style néoclassique. Il passe à la famille von Ungern-Sternberg en 1832 qui fait agrandir le bâtiment, réaménager l'intérieur et la façade nord donnant sur la cour d’honneur avec des éléments néorenaissance (dont la porte d'entrée et des pilastres), en 1875. On remarque dans le parc des fabriques néogothiques, comme la tour gothique, et divers bâtiments de l'exploitation agricole dans le goût historiciste. Le château appartient de 1892, jusqu'aux lois de nationalisation de 1919 à la famille von Harpelt.
C’est aujourd'hui l’institut d’expérimentation biologique appartenant à l’Université estonienne des sciences de la nature.